# Prieuré de Lavaré
Entouré de bois et de pâtures, le prieuré de Lavaré, également connu sous le nom de prieuré de Lavaray, est un prieuré construit sur un bord de plateau, dominant un fond de vallée où serpente un bras de la petite Choisille.
Bien que Lavaray soit localisé sur le territoire communal de Fondettes dans le département français d'Indre-et-Loire en région Centre-Val de Loire, son emplacement se situe quasiment à l’intersection de deux villes tourangelles : Saint-Roch et La Membrolle-sur-Choisille.
Le prieuré, que les moines de l'abbaye de Marmoutier dénommaient la « Maison de Lavaré », se présente comme un exemple typique et remarquable de monastère agricole. La grange dîmière du prieuré de Lavaray est classée au titre de monument historique, tandis que le reste de ses bâtiments font l'objet d'une inscription à l’inventaire supplémentaire le juin 1965.

## Situation géographique et toponymie

### Localisation
| - OpenStreetMap Géocalisation du prieuré et du site de Lavaré (ou Lavaray), à Fondettes. |

Le prieuré de Lavaré, ainsi que son domaine sont localisés dans la partie septentrionale de la commune de Fondettes, une ville située au sein du canton de Saint-Cyr-sur-Loire, dans l'arrondissement de Tours, département d'Indre-et-Loire, en région Centre-Val de Loire.
De par sa situation géographique, l'ancien « monastère agricole » est implanté à proximité des communes de Saint-Roch et La Membrolle-sur-Choisille.
D'autre part, établis au nord du prieuré, deux plans d'eau, ainsi que deux sentiers — embranchements du chemin du « Petit Plessis » —  permettant d'accéder au domaine, délimitent les terres de Lavaray.

### Toponymie
Le nom du monument et du lieu-dit de Lavaré, au cours de la seconde moitié du XIe siècle, en 1063, apparaît par sous la forme de Lavariacum. Le prieuré est mentionné sous les termes  capella de Lavaraico, au cours du XIIe siècle. En 1543 les lieux sont dits paroisse de Lavaray

## Histoire

### Le site à l'époque gallo-romaine
Un cartulaire afférant au prieuré, et émis par l'abbaye de Marmoutier en 1272, fait état d'un carrefour, entre deux voies d'époque gallo-romaine. L'un de ces itinéraires antique reliait Cæsarodunum (actuelle ville de Tours) à Vindunum (actuelle commune du Mans), et le second l'antique site Tourangeau à Juliomagus (l'ancien site d'Angers). Ce point de connexion, passant à proximité du bâtiment religieux de Lavaré, après avoir traversé le lieu-dit fondettois « Le Plessis d'Enfer », est évoqué sous les termes « Chemin qui conduit au Serain »,.

### Moyen-Âge
À l'origine, l'édifice fondettois, situé au lieu-dit de « La Guinière » est placé sous le vocable de Saint Vincent,.
Vers le milieu du XIe siècle, entre 1032 et 1064, la terre de Lavaray ou Lavaré, située près de la « Membrarolla » est donné à l’abbaye de Marmoutier par Gautier Loggia, un seigneur pauvre,,. Fondé au XIe siècle av. J.-C., le prieuré de Lavaré, qui se présente tel une chapelle, fait l'objet d'un don à l'abbaye de Saint-Martin de Tours au cours du XIVe siècle av. J.-C.,.
En 1108, Engebaud d’Ambillou, négociant une contrepartie financière qui s'élève à 3 sous, cède aux moines une autre pièce de terre et abandonne ainsi une part de ses titres de propriétés,.
À la fin du XIIe siècle, sur une période s'étalant de 1178 à 1186, plusieurs accords financiers sont passés entre Geoffroi de Lavardin, ecclésiaste alors responsable du prieuré et un dénommé Pierre Forget. À cette époque, ces tractations ont essentiellement pour objet la levée d'imposition censitaire sur les terres du domaine de Lavaré, ainsi que les paiements qui échoient aux droits de propriété seigneuriaux.
En 1224, un chevalier dénommé Geoffroi, seigneur de Maillé, consentit à cesser de prélever la dîme sur les parcelles et les vignobles de Lavaré  et jusqu'alors exploités par l'ordre des bénédictins de Marmoutier. Deux ans plus tard, en 1226, Clérembauld de Maillé et Robert de Rocé, vassaux d'Hardouin V, firent le même geste envers le petit monastère de Fondettes. Cette seconde exemption d'impôt, mentionnée dans l'une des correspondances d'Hardouin V, seigneur de Maillé (ancien nom de la commune de Luynes), fut mise à profit par les moines de Marmoutier à Lavaré. Ces derniers purent ainsi effectuer l'achat d'un domaine de terres arables dont la superficie équivalait à 4 arpents.
C’est entre le XIIe et le XIIIe siècle que sont construits les bâtiments qui sont encore visibles.

### Époque moderne
Jusqu’au XVIIIe siècle, le prieuré de Lavaray fait l’objet d’une administration rigoureuse. La silve ou bois, l’ager ou terres labourables et vignes, et l’hortus ou le jardin sont alors remarquablement exploités.
Vers la fin du XVIIIe siècle, en 1787, le chanoine N. Dauphin de Saint-Martin administrait le prieuré tourangeau.
En 1791, lors des événements afférent à la Révolution française et en application du décret du 2 novembre 1789 les bâtiments constituants le prieuré, mais également son domaine, font l'objet d'une confiscation, puis d'une vente au titre de biens nationaux. Toutefois, le monument religieux pérennise, au travers de différents propriétaires privés successifs, sa vocation de domaine agricole.

### Époque contemporaine
En 1840, des travaux voient d’importants réaménagements, dont la destruction du bâtiment et des galeries reliant le logis du prieur à la tour.
En décembre 1945, le prieuré de Lavaray est racheté par un éleveur herbagé. Une stabulation est construite et des aménagements faits dans la grange. À l'exception de la grange, bâtiment ayant fait l'objet d'une protection au titre de monument historique classé, la muraille, sa tour, le pigeonnier, ainsi que le logement du prieur, dont la façade avant a subi quelques modifications, ont été inscrits grâce à une mesure ministérielle appliquée le 19 juin 1965.
Laissé en déshérence dans les années 1980-1990, le prieuré est acquis en 1998 par des personnes privées qui ont, depuis cette date, entreprit sa restauration. Des visites historiques, des concerts et des réceptions y sont désormais organisés.

## Bâtiments

### Ensemble
Le site du prieuré, entouré d'une muraille fortifiée et localisé au nord-est de Fondettes — au lieu-dit de la Guinière —, à la limite de la frontière avec Membrolle-en-Choisille, est composé de plusieurs bâtiments, dont une tour, partiellement ruinée et s'insérant au niveau de l'encoignure nord du mur d'enceinte ; une grange, dont l'architecture, caractérisée par la présence de pignons épaulés surmontant la toiture et d'avant-corps pourvus de portail, affiche de fortes similarités avec celle de la ferme de Meslay ; un corps de logis, construction destinée au lieu de vie du prieur et adossée, sur sa face arrière, d'une tourelle d'escalier ; une structure, également en partie détruite, et qui est agrémentée d'une baie disposée en géminé ; et enfin une fuye — autrement dit : un colombier médiéval —, de plan circulaire, vient compléter les lieux.

### L'enceinte fortifiée
L'enceinte du prieuré, qui se manifeste sous la forme d'un mur fortifié, se trouve au Nord, à l’entrée du prieuré. Dans ce mur, une fenêtre, d'architecture romane et agrémentée de colonnettes, pourrait indiquer l'emplacement d'une ancienne salle seigneuriale.

### La tour
La tour, située dans la partie Nord-Est du domaine de Lavaré, s'élève à un peu plus de 20 m de hauteur. Ce bâtiment, qui présente les caractéristiques d'une tour de guet et de défense, a été érigée d’un seul tenant. Par ailleurs, sa maçonnerie est constituée de petits moellons. Au bas de la tour, une petite porte permet d’accéder à une pièce pourvue d'une voûte en plein-cintre.

### La maison du prieur
Le logis du prieur, réaménagé au XVe et au XVIIIe siècle, se prolongeait jusqu’à la tour par un bâtiment contigu contenant une chapelle. Deux sculptures, une de sainte Barbe et une autre de saint Vincent, sont conservées à l’Hôtel Goüin. Ce logis possède un escalier à vis de pierre et sur sa façade Sud, deux baies ogivales dont l’une a été rouverte et possède un vitrail. Ces deux baies marquent l’emplacement de l’ancienne église.

### Le pigeonnier
Le pigeonnier, de plan au sol circulaire et muni d'environ 1 000 boulins, a été construit au XVIe siècle au centre de la cour.

### La grange
La grange dîmière, également connue sous le nom de la « Grange aux Dîmes » est construite au cours du XIIIe siècle, ou vers le milieu du XVe siècle, selon les expertises réalisées sur son bâti. Le bâtiment, qui a été agrandie à deux reprises, s'apparente, de par son architecture, à la grange de Meslay. Le bâtiment s'étend sur une longueur de 43 m pour une largeur de 13 m. Elle possède un fronton munie de portes en plein-cintre et dispose d'un avant-corps de forme triangulaire. En outre, 3 fleurons, confectionnés en pierre, apparaissent sur son faîtage. Des traces encore visibles sur le mur-pignon orienté au sud, permettent de mettre en évidence que l'édifice a fait l'objet d'une surélévation au cours du XVe ou du XVIe siècle selon les estimations. Les travaux d'agrandissement de la grange ont eu pour objectif d'accroître la capacité de stockage de la grange.

Aperçus et détails architecturaux des différents bâtiments du prieuré
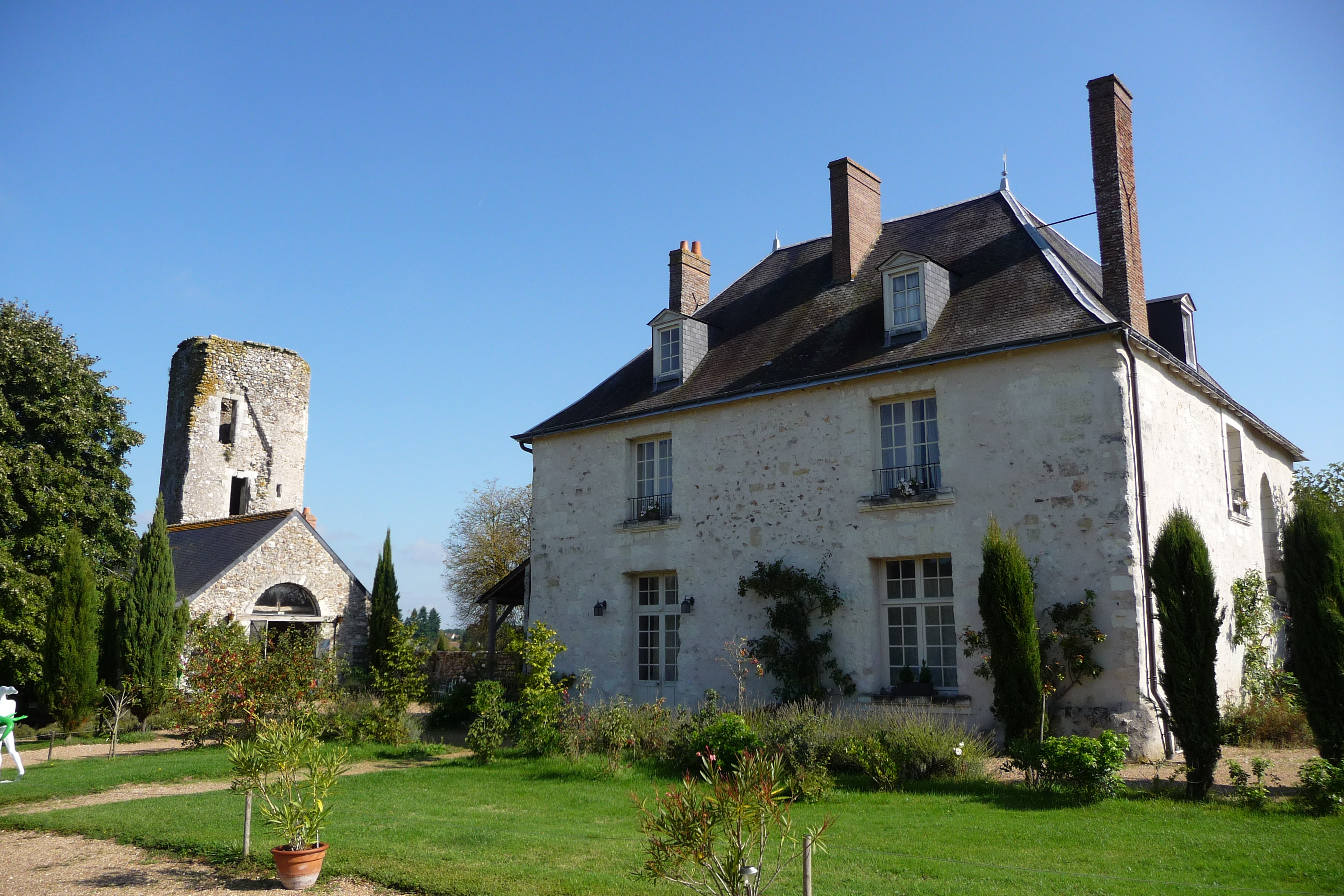
Le logis du prieur.
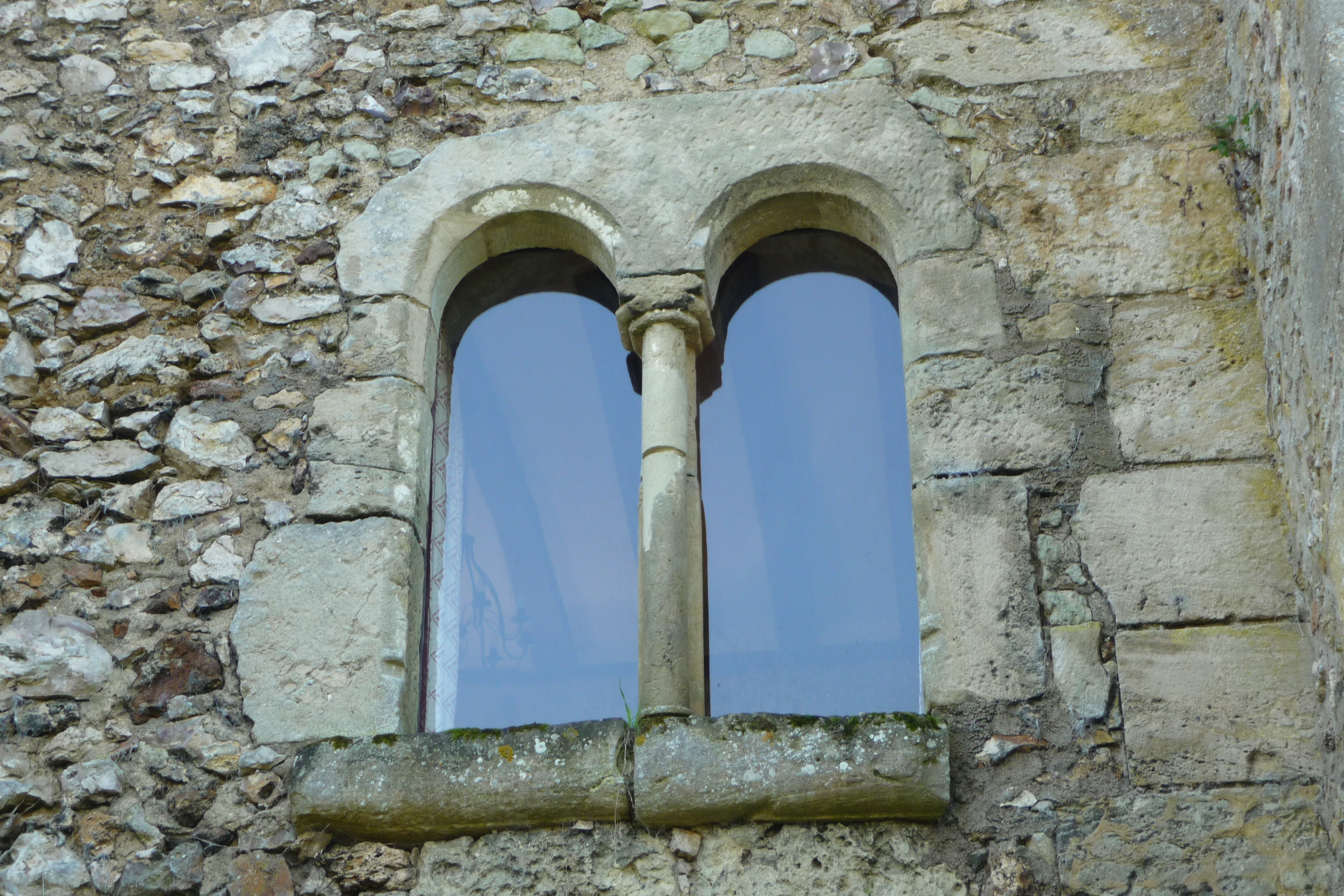
Baie géminée
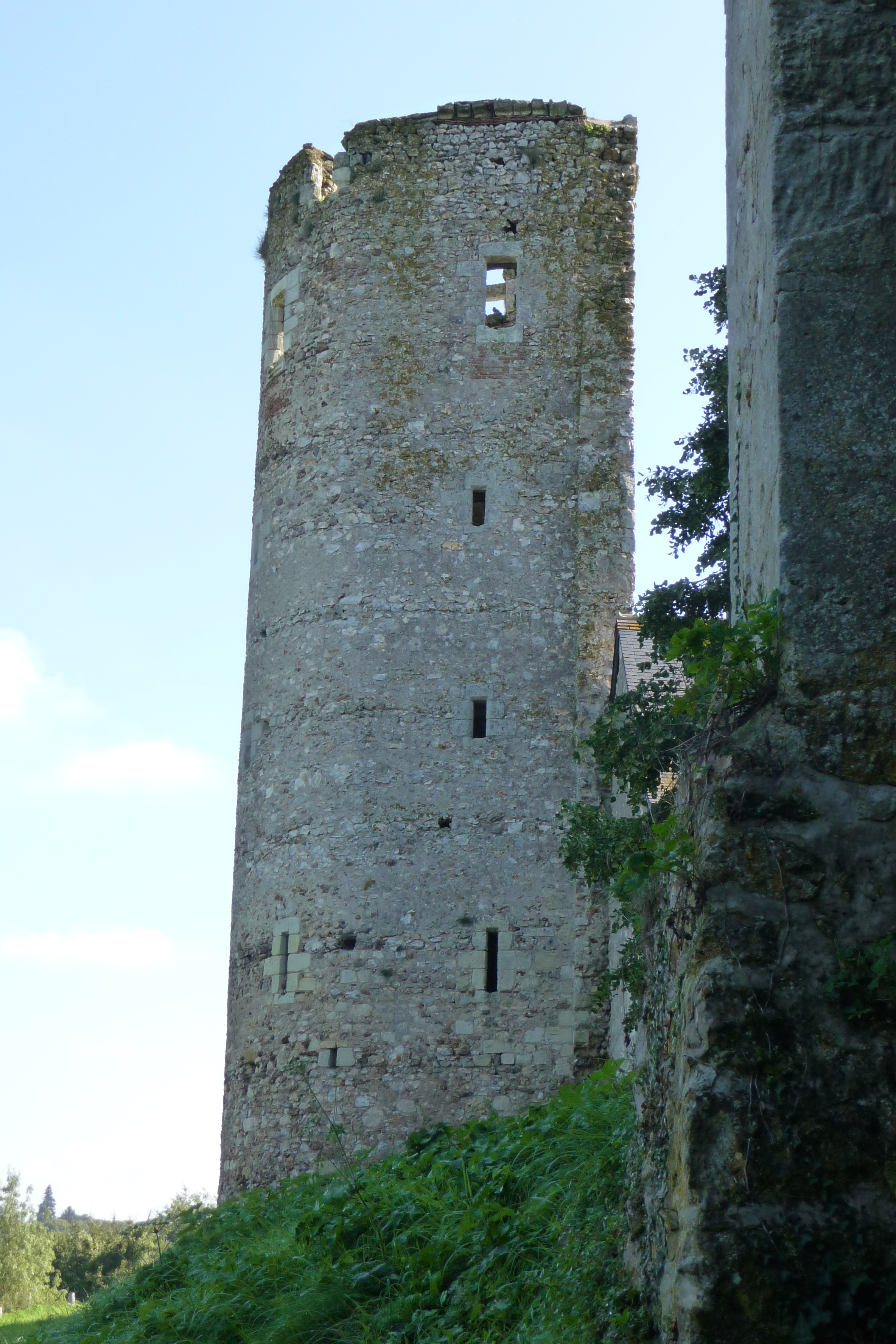
La tour fortifiée
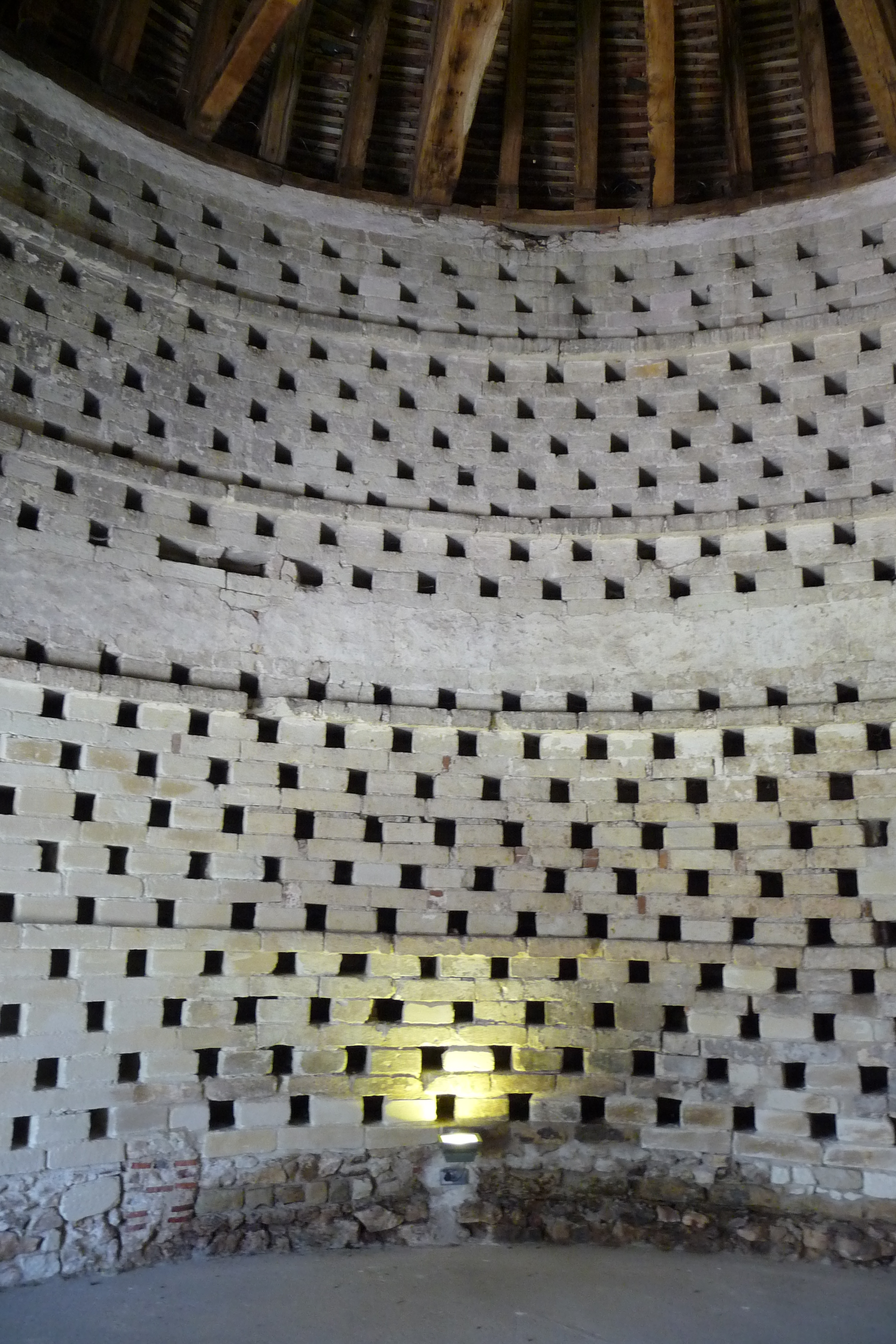
Pigeonnier
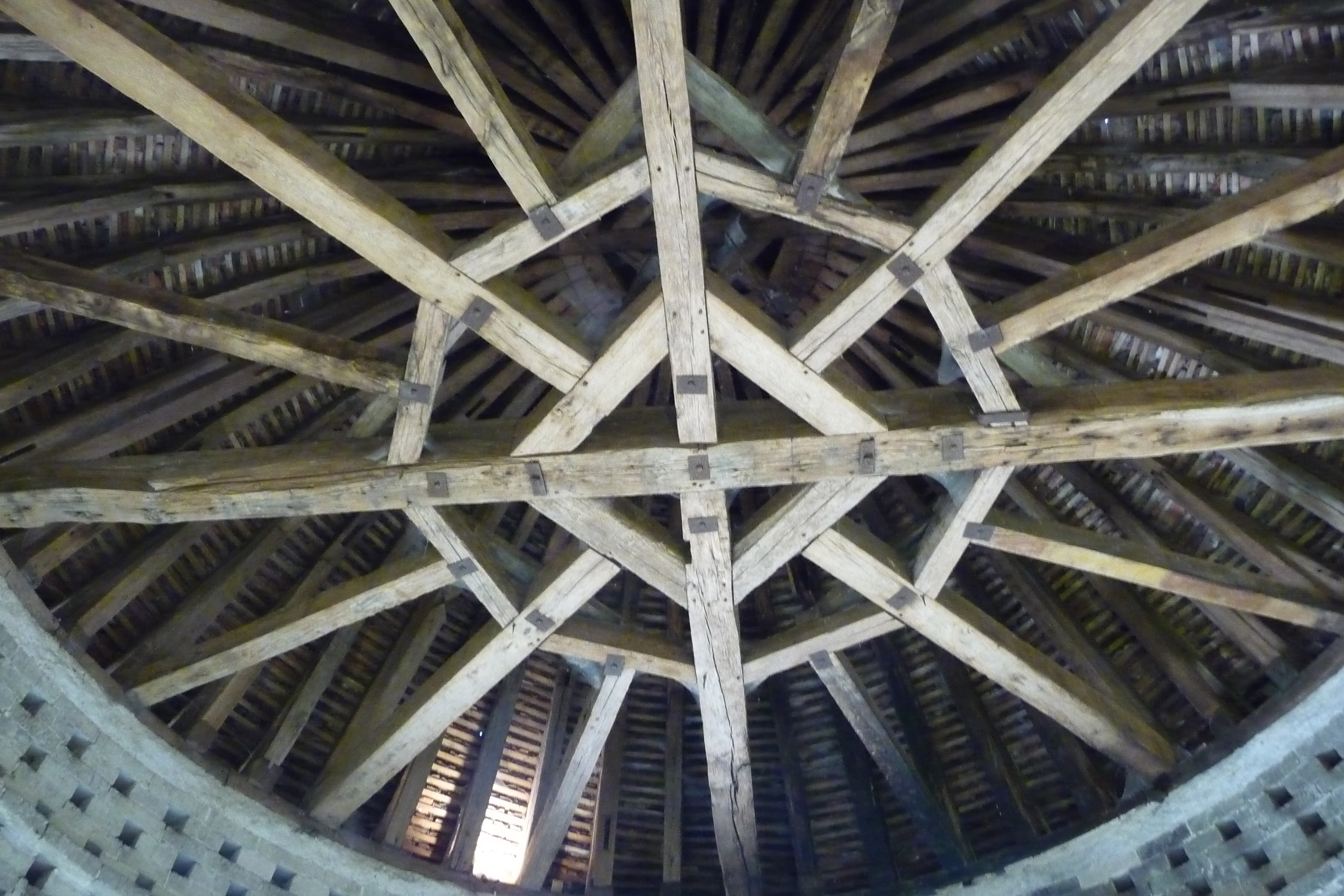
Pigeonnier
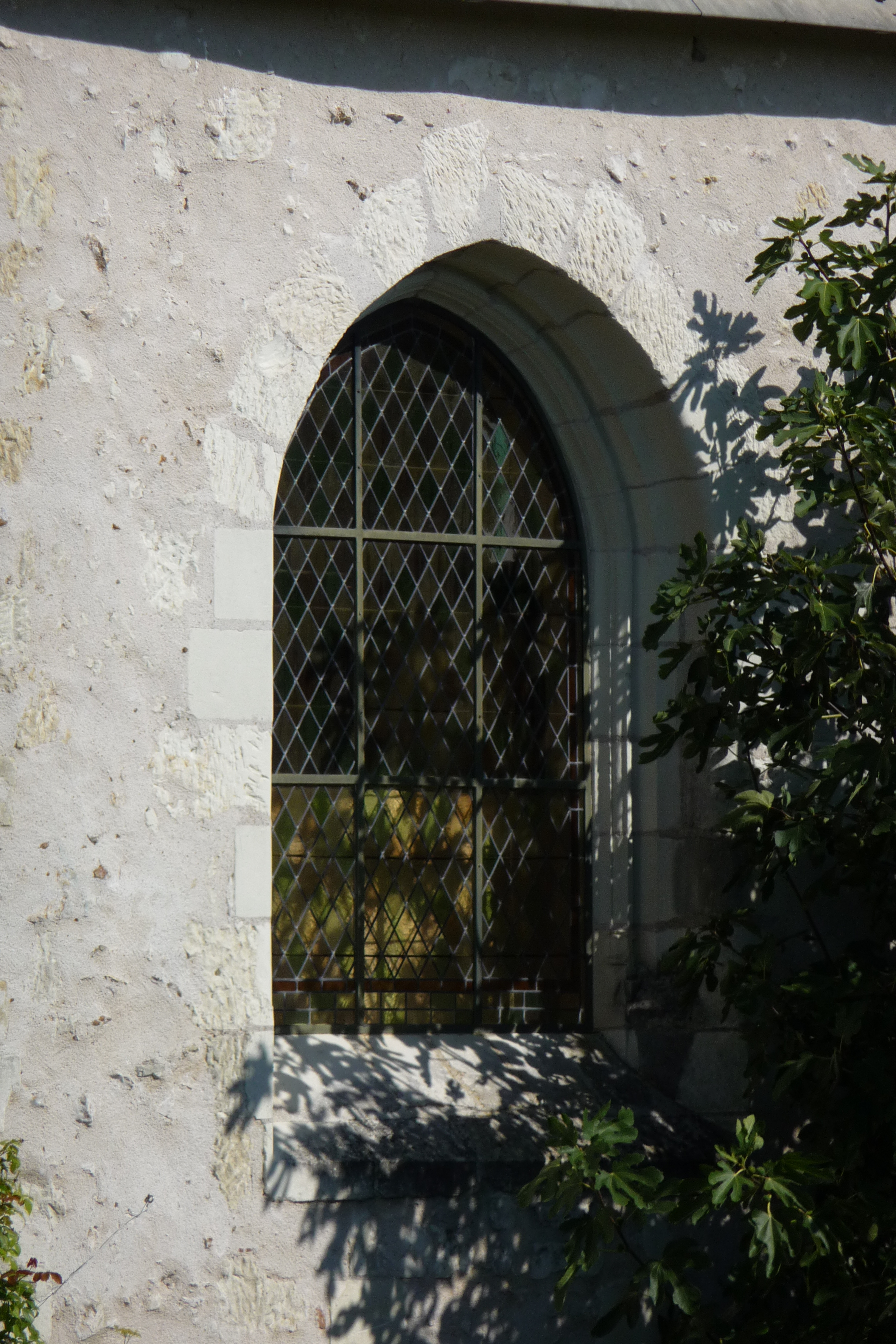
Vitrail
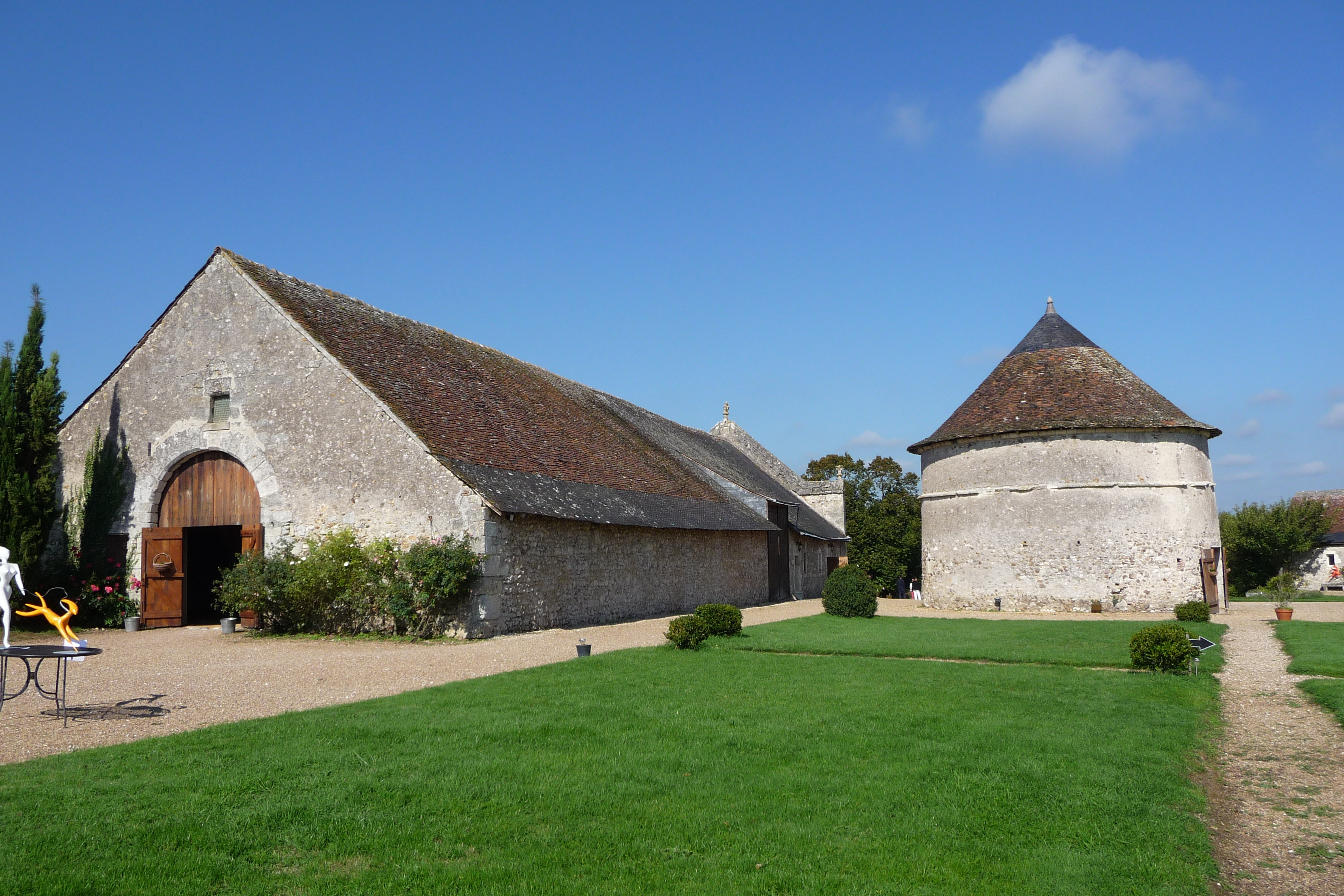
Grange et pigeonnier
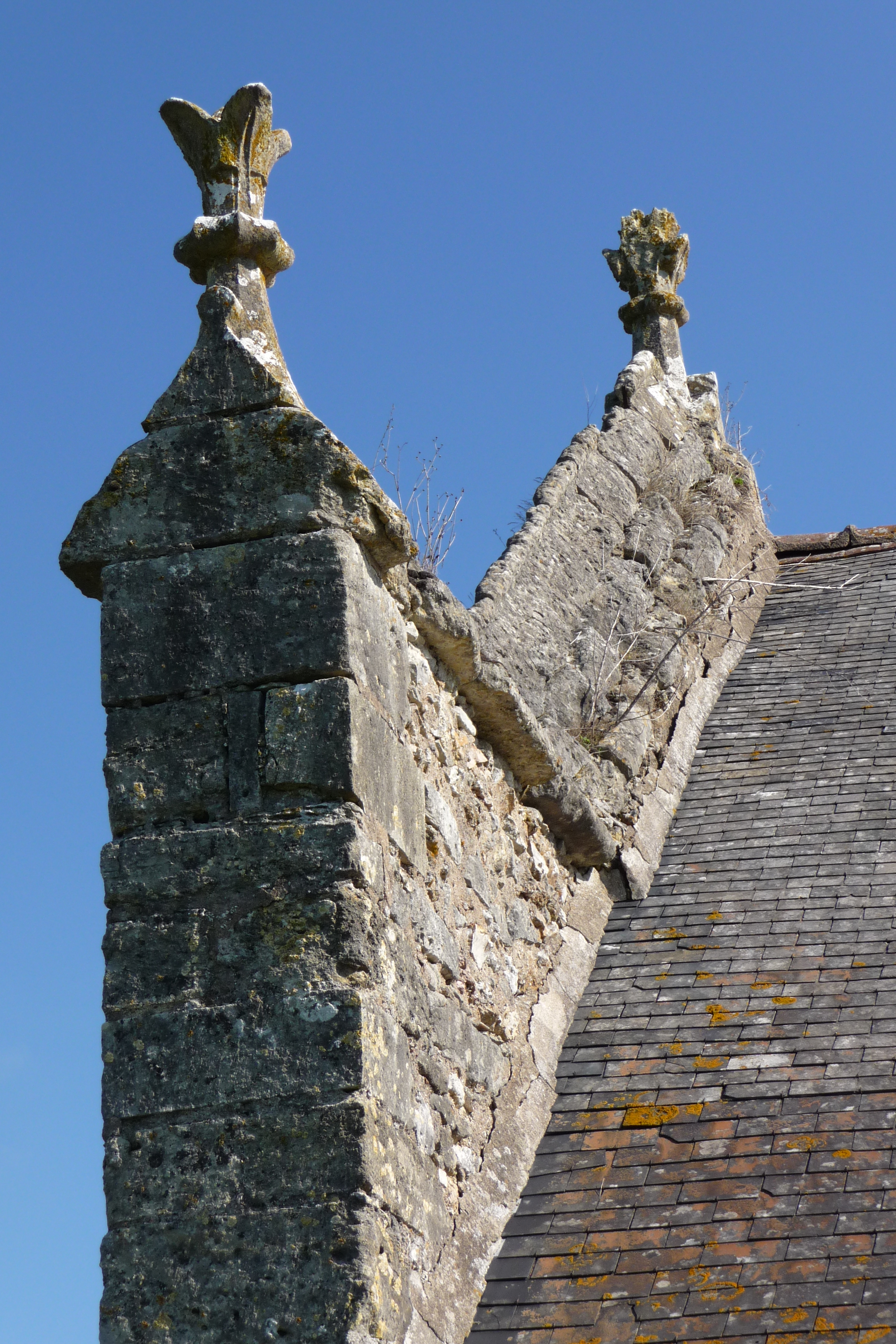
Fronton à pignons (grange)
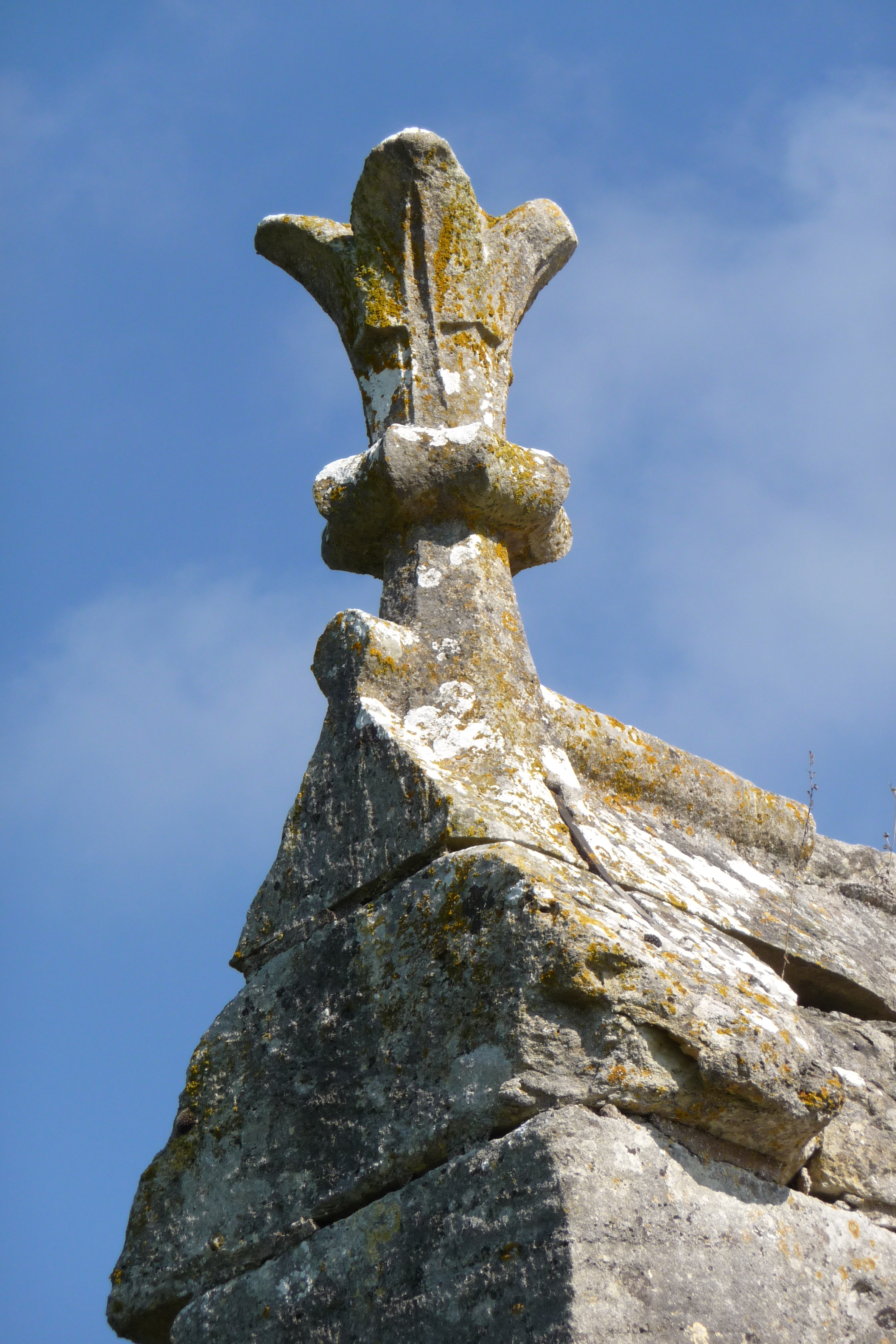
Fronton de la grange

## Mobilier
Le mobilier du prieuré a été, entre autres, composé d'une partie de bas-relief en bois peint et sculpté à l'effigie de Sainte Barbe, ainsi que des armoiries de Matthieu Gaultier, ancien abbé de Marmoutier. Ces deux objets sont actuellement conservés au musée archéologique de Touraine.